# Рєзнік Андрій Вікторович
Андрі́й Ві́кторович Рє́знік — капітан у відставці Збройних сил України, учасник російсько-української війни.

## Життєпис
Майстер спорту міжнародного класу, член національної збірної з панкратіону — починаючи 2007 роком, багаторазовий чемпіон України, з 2007-го, 2009 — чемпіон Європи, 2010 — чемпіон світу з панкратіону, срібний призер Всесвітніх ігор з єдиноборств. Співзасновник сумського дитячого військово-спортивного товариства «Доблесть».
5 травня 2014-го спецпідрозділ «Альфа» потрапив у засідку терористів під Слов'янськом. Попередньо закидавши вояків гранатами й мінами, впритул розстріляли підрозділ, командир сумської «Альфи» Олександр Аніщенко помер, захищаючи поранених.
Старший лейтенант Рєзнік витягував побратима з поля бою, коли в нього влучила трасуюча куля. Пройшовши крізь бронежилет під серцем Андрія, куля пошкодила хребет та спинний мозок.
Довезли до ізюмського госпіталю притомним. У Харкові видалили селезінку, частину підшлункової залози, до 90 % шлунка. Після кількох складних операцій та збирання волонтерами коштів — загалом понад 150 000 доларів — перевезли на лікування до Тель-Авіва.

## Нагороди
25 березня 2015 року за вагомий особистий внесок у зміцнення національної безпеки, високий професіоналізм, зразкове виконання службового обов'язку та з нагоди Дня Служби безпеки України нагороджений орденом Богдана Хмельницького III ступеня.